# کینوکلیدین
کینوکلیدین (به انگلیسی: Quinuclidine) با فرمول شیمیایی C7H13N یک ترکیب شیمیایی با شناسه پاب‌کم 68191 است. که جرم مولی آن ۱۱۱٫۱۸ گرم بر مول می‌باشد. 